# کابانا دی برگانتینوس
کابانا دی برگانتینوس (به اسپانیایی: Cabana de Bergantiños) یک دهستان اسپانیا است که در Bergantiños واقع شده‌است.

## خصوصیات
کابانا دی برگانتینوس ۵٬۳۵۴ نفر جمعیت دارد.